# Bairros
Ne doit pas être confondu avec Bairro ou Bairo.
Bairros est une ancienne paroisse civile portugaise (en portugais : freguesia) de la municipalité de Castelo de Paiva, à environ 45 km de Porto, dans le district d'Aveiro.
Bairros comptait 1 853 habitants en 2001.
La loi no 11-A/2013 du 28 janvier 2013, portant réorganisation administrative du territoire des freguesias, fusionne Bairros avec la paroisse voisine de Sobrado pour former l’União das freguesias de Sobrado e Bairros (dont le siège est à Sobrado).